# Florissant
Florissant is een plaats (city) in de Amerikaanse staat Missouri, en valt bestuurlijk gezien onder St. Louis County.

## Demografie
Bij de volkstelling in 2000 werd het aantal inwoners vastgesteld op 50.497.
In 2006 is het aantal inwoners door het United States Census Bureau geschat op 51.387, een stijging van 890 (1,8%).

## Geografie
Volgens het United States Census Bureau beslaat de plaats een oppervlakte van
30,2 km², waarvan 29,4 km² land en 0,8 km² water. Florissant ligt op ongeveer 164 m boven zeeniveau.

## Overleden
- Augusta Holtz (3 augustus 1871 - 21 oktober 1986), supereeuwelinge en was de oudste mens ter wereld